# 일레크강
일렉강(카자흐어: Елек / Elek, kk; 러시아어: Илек, IPA: [ɪˈlʲek])은 카자흐스탄의 악퇴베주와 러시아의 오렌부르크주를 흐르는 강이다. 길이는 149 킬로미터 (93 mi)이며, 유역 면적은 13,700 제곱킬로미터 (5,300 mi2)이다.
이 강 유역은 고고학적으로 중요하다. 고대 쿠르간 (인도유럽) 문화의 매장지가 있다.

## 경로
일렉강은 우랄강의 왼쪽 지류이다. 이 강은 우랄산맥 남쪽 끝을 흐르는 스텝 (지리) 강이다. 오르스크 바로 남쪽에서 발원하여 짧은 거리를 남쪽으로 흐르다가 우랄강의 남쪽과 평행하게 서쪽으로 흐르며, 많은 굽이와 우각호를 형성하고 오렌부르크 서쪽 약 75 킬로미터 (47 mi) 지점에서 우랄강과 합류한다. 일렉강 유역에는 솔일레츠크와 악퇴베 (대체 철자: Aktöbe, 악튜빈스크)라는 두 주요 도시가 있다.
일렉강은 우랄-카스피해유역에서 가장 오염된 수역으로 남아있다. 강의 붕소와 크로뮴 함량은 지하수를 통해 옛 화학 공장의 찌꺼기 연못에서 비롯된 것이다. 수질 오염 수준은 "오염됨"에서 "매우 오염됨"으로 다양하다. 일렉강의 지류로는 볼샤야 홉다강과 카르갈리강이 있다.

## 동물상
일렉강에는 메기, 잉어, 농어, 강꼬치고기 등이 서식한다. 이 강물은 산업 기업과 농경지 관개에 사용된다.

## 같이 보기
- 가장 오염된 강 목록
- 카자흐스탄의 강 목록